# Corinne Bailey Rae
Corinne Bailey Rae (nascida Corinne Jacqueline Bailey; Leeds, 26 de fevereiro de 1979) é uma cantora e compositora britânica conhecida principalmente pela canção "Put Your Records On", de 2006, que alcançou sucesso global. Seu álbum de estreia, lançado no mesmo ano, estreou em primeiro lugar no Reino Unido e vendeu mais de quatro milhões de cópias. Indicada a diversos prêmios, ela ganhou dois MOBO Awards e um Grammy em 2008 por sua participação no álbum de Herbie Hancock. Após uma pausa de quase três anos, lançou seu segundo álbum, The Sea, em 2010, inspirado em parte pela perda de seu marido, Jason Rae, em 2008. Em 2012, venceu outro Grammy pela performance de "Is This Love". Em 2016, lançou seu terceiro álbum, The Heart Speaks in Whispers, que estreou em segundo lugar na parada R&B da Billboard.

## Biografia
Corinne nasceu e se criou na cidade de Leeds, na Inglaterra, filha de pai são-cristovense e mãe inglesa, sendo a mais velha de três irmãs. Canta desde criança. Começou como muitas cantoras de Soul Music, cantando em coros de Igreja. Na escola, chegou a estudar violino clássico, mas não levou tal aprendizado muito adiante, pois tinha ambições diferentes.
Uma delas, foi sua primeira aventura fora dos coros: uma banda indie que formou aos 15 anos com meninas de sua cidade, batizada de Helen. O som possuía influências estilísticas de Led Zeppelin unida com a vontade de obter o mesmo sucesso de bandas femininas anteriores, como Veruca Salt e L7. Corinne era a vocalista e autora das letras que embalavam os hits da banda. Helen chegou a se destacar na cidade local, dando visibilidade ao talento da jovem vocalista. A banda durou pouco mais de 3 anos, dissolvendo-se após a gravidez da guitarrista.
Depois do fim da Helen, Rae estudou Literatura Inglesa, na Universidade de Leeds, graduando-se em 2000. Enquanto estava, trabalhava à noite na chapelaria de um clube de jazz local. Ali, nos dias de menor movimento, subia ao palco para cantar, acompanhada pela banda do clube. Foi lá que descobriu um tipo diferente de música, que a levou a uma outra direção: "Eu ficava ouvindo jazz e soul e descobri que adorava música também."
Nessa época, conheceu Jason Rae (n. 1976), um saxofonista escocês com quem veio a se casar em 2001, aos vinte e dois anos. Jason foi encontrado morto em 22 de março de 2008, por overdose de metadona e álcool.
Depois de 10 anos cantando com algumas componentes da banda ou então em festas de família, Corinne já possuía material suficiente para lançar um CD. Foi então que a gravadora EMI a descobriu e decidiu apostar em seu repertório. Porém, meses antes do lançamento do álbum, a gravadora fez com que Corinne apresentasse ao público o single "Like a Star". O retorno não poderia ser melhor. O sucesso da música lhe concedeu o prêmio "Som de 2006" da BBC, muitas capas de revista e diversas entrevistas em programas de rádio.
Em 27 de Fevereiro de 2006, Corinne lançou seu álbum solo. Com influências do jazz (de que se declara fã), da música clássica e da soul music, Corinne então se solidificou e encantou o Reino Unido com sua voz doce e suave, arrancando da crítica jornalística artigos absolutamente positivos, e aplausos do público[carece de fontes?].

## Discografia
| Ano  | Álbum                                                                                              | Melhor Posição | Melhor Posição | Melhor Posição | Melhor Posição | Vendas                                                   | Certificação                                              |
| Ano  | Álbum                                                                                              | EUA            | U.S. R&B       | UK             | UK R&B         | Vendas                                                   | Certificação                                              |
| ---- | -------------------------------------------------------------------------------------------------- | -------------- | -------------- | -------------- | -------------- | -------------------------------------------------------- | --------------------------------------------------------- |

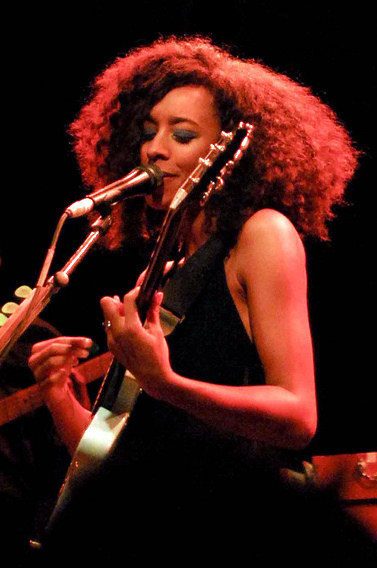
Corinne em 2009.

| 2007 | Corinne Bailey Rae - Lançamento: 24 de Fevereiro de 2007 - Formatos: CD, LP, download digital      | 4              | 3              | 1              | 1              | - Vendas mundiais: 4,000,000 - Vendas nos EUA: 1,900,000 | - RIAA: Platina - BPI: 3× Platina - Music Canada: Platina |
| 2010 | The Sea - Lançamento: 26 de Janeiro de 2010 - Formatos: CD, download digital                       | 7              | 2              | 5              | 2              | - Vendas mundiais: 1,000,000 - Vendas nos EUA: 200,000   | - BPI: Ouro                                               |
| 2016 | The Heart Speaks in Whispers - Lançamento: 13 de Maio de 2016 - Formatos: CD, download digital, LP | 31             | 3              | 14             | 3              |                                                          |                                                           |
| 2023 | Black Rainbows - Lançamento: 15 de Setembro de 2023 - Formatos: CD, download digital, LP           | —              | —              | —              | —              |                                                          |                                                           |

### Álbuns Ao Vivo
| Ano  | CD                        | Vendas |
| ---- | ------------------------- | ------ |
| 2007 | Live in London & New York | 50,000 |

### EP's
| Ano  | CD          | Vendas |
| ---- | ----------- | ------ |
| 2011 | The Love EP | 30,000 |

## Prêmios

### Grammy
O prêmio Grammy é realizado desde 1958. Corinne Bailey Rae ganhou no total dois Grammys e teve quatro indicações, incluindo Melhor Artista Revelação, Álbum do Ano e Gravação do Ano.
| Ano  | Nomeação                | Categoria                          | Resultado |
| ---- | ----------------------- | ---------------------------------- | --------- |
| 2007 | Corinne Bailey Rae      | Melhor Artista Revelação           | Indicação |
| 2007 | "Put Your Records On"   | Gravação do Ano                    | Indicação |
| 2007 | "Put Your Records On"   | Música do Ano                      | Indicação |
| 2008 | "Like A Star"           | Música do Ano                      | Indicação |
| 2008 | River: The Joni Letters | Álbum do Ano                       | Venceu    |
| 2008 | River: The Joni Letters | Melhor Álbum de Jazz Contemporâneo | Venceu    |